# Höchhand
Höchhand är en bergstopp i Schweiz.   Den ligger i distriktet Wahlkreis See-Gaster och kantonen Sankt Gallen, i den östra delen av landet, 120 km öster om huvudstaden Bern. Toppen på Höchhand är 1 314 meter över havet, eller 447 meter över den omgivande terrängen. Bredden vid basen är 7,8 km.
Terrängen runt Höchhand är huvudsakligen kuperad. Runt Höchhand är det ganska tätbefolkat, med 139 invånare per kvadratkilometer.. Närmaste större samhälle är Rapperswil, 14,3 km sydväst om Höchhand. 
Omgivningarna runt Höchhand är en mosaik av jordbruksmark och naturlig växtlighet.